# Aethes ardezana
Aethes ardezana is een vlinder uit de familie bladrollers (Tortricidae). De wetenschappelijke naam is voor het eerst geldig gepubliceerd in 1922 door Muller-Rutz.
De soort komt voor in Europa.